# Leone Frollo
Leone Frollo (9 de abril de 1931) é um desenhista italiano especializado em quadrinhos eróticos. No Brasil, parte de sua obra foi publicada pela Martins Fontes na coleção Opera Erotica.